# Groupe spécial orthogonal
Pour les articles homonymes, voir Groupe spécial.
En mathématiques, le groupe spécial orthogonal d'une forme quadratique q est un sous-groupe de son groupe orthogonal O(q). Il est constitué des éléments dont le déterminant est +1, en supposant que la forme quadratique est non dégénérée et que la caractéristique du corps de base est différente de 2. Ce sous-groupe, noté SO(q), est donc normal et même d'indice 2 (autrement dit, la composition dans O(q) suit la règle des signes : le composé de deux éléments est dans SO(q) si et seulement si ces éléments sont tous deux dans SO(q) ou tous deux dans son complémentaire).
Sur les réels à n dimensions, on le note couramment {\displaystyle \mathrm {SO} (n)}, et moins couramment {\displaystyle \mathrm {SO} (n,\mathbb {R} )}, le deuxième paramètre de la notation {\displaystyle \mathrm {SO} } étant le corps de base de ce groupe. On dit aussi que c'est le groupe des matrices de rotations à n dimensions. Les réflexions (par rapport à un hyperplan vectoriel) sont des exemples de transformations orthogonales de déterminant –1 ; la composée d'un nombre pair de telles transformations est une rotation.
Sur un espace vectoriel à n dimensions, les applications linéaires (identifiables aux matrices) forment elles-mêmes un espace à {\displaystyle n^{2}} dimensions, mais parmi celles-ci, le groupe {\displaystyle \mathrm {SO} (n)} n'a que {\displaystyle n(n-1)/2} degrés de liberté. C'est pourquoi une rotation en 2 dimensions s'exprime par un nombre seul alors que pour une rotation en 3 dimensions, on doit utiliser 3 nombres (voir « Angles d'Euler »).

## Groupe spécial orthogonal duplan euclidien
Le groupe spécial orthogonal dans {\displaystyle \mathbb {R} ^{2}}, c'est-à-dire le groupe {\displaystyle \mathrm {SO} (2)}, est le groupe des rotations vectorielles planes, homéomorphe au cercle unité.
Matriciellement, il s'écrit :
{\displaystyle SO(2)=\left\{\left.{\begin{pmatrix}\cos \theta &-\sin \theta \\\sin \theta &\cos \theta \end{pmatrix}}\right|0\leq \theta <2\pi \right\}}.

## Applications en physique
En physique des particules, SO(10) est l'un des groupes proposés pour structurer la grande unification.